# 3569 Kumon
3569 Kumon è un asteroide della fascia principale. Scoperto nel 1938, presenta un'orbita caratterizzata da un semiasse maggiore pari a 2,5908312 UA e da un'eccentricità di 0,1234664, inclinata di 14,04026° rispetto all'eclittica.